# Pseudopoecilia
 Pseudopoecilia  és un gènere de peixos de la família dels pecílids i de l'ordre dels ciprinodontiformes.

## Taxonomia
- Pseudopoecilia austrocolumbiana (Radda, 1987)
- Pseudopoecilia festae (Boulenger, 1898)
- Pseudopoecilia fria (Eigenmann & Henn, 1914)[1][2][3][4]